# قطر (دایره)

دایره‌ای با محیط مشکی (C)، قطر ابی (D)، شعاع قرمز (R) و مرکز سبز (O)

در هندسه، قطر یا گاهی تَرامون (به انگلیسی: Diameter) هر پاره‌خطی است که از مرکز یک دایره بگذرد و دو سر آن روی محیط دایره بیفتد.(هر قطر از دو شعاع تشکیل شده). ناگفته نماند که هر دایره بی‌نهایت قطر دارد که همه قطر های دایره باهم برابرند. در کاربرد جدیدتر، واژهٔ قطر به طول قطر دایره اشاره دارد. قطر دایره بزرگ‌ترین وتر آن دایره نیز هست.
به قطر در چندضلعی یا چندوجهی، تَراکُنج (diagonal) گویند.